# Anne Parian
Anne Parian, née en 1964 à Marseille,,, est une écrivaine et poétesse française.

## Œuvres
- À la recherche du lieu de ma naissance, CIPM/Spectres familiers, 1994.
- Abracadabra, éd. Rup & Rud, 1999.
- F. nom de ville, éd. Au figuré, 2000.
- A.F.O.N.S., éd. Théâtre typographique, 2001.
- À moi singes partout, éd. Contrat main, 2002.
- Le Troisième, éd. de L'Attente, 2003.
- Untel, éd. Contrat main, 2005.
- Monospace, P.O.L, 2007.
- Jonchée. Poésie dure, éd. Les Petits matins, 2008.
- Une ligne, Éric Pesty éditeur, 2008.
- ?, éd. Contrat main, 2010.
- La Chambre du milieu, P.O.L, 2011.
- Les Granules bleus, P.O.L, 2019  (ISBN 978-2818046562)